# Gran Premio d'Italia 1985
Il Gran Premio d'Italia 1985  è stata la dodicesima gara della stagione 1985 Campionato mondiale di Formula 1. Si è corsa domenica 8 settembre sul Circuito di Monza. La gara è stata vinta dal francese Alain Prost su McLaren-TAG Porsche; per il vincitore si trattò del ventunesimo successo nel mondiale. Ha preceduto sul traguardo i brasiliani Nelson Piquet su Brabham-BMW e Ayrton Senna su Lotus-Renault. È stato l'ultimo Gran Premio che ha visto il vincitore cingere la corona d'alloro.

## Vigilia

### Sviluppi futuri
A fine agosto la Renault comunicò di non voler proseguire, dopo il termine del campionato, il suo impegno nel mondiale di Formula 1. La casa transalpina seguì le indicazioni del governo francese, proprietario della società.
Il 4 settembre la Williams annunciò l'ingaggio, per la stagione 1986, di Nelson Piquet, proveniente dalla Brabham. Piquet firmò un contratto biennale, da due milioni di dollari a stagione.
Il weekend di Monza fu occasione affinché le scuderie e la FISA potessero riunirsi per decidere i regolamenti futuri. L'ipotesi di ridurre i serbatoi a 195 litri venne scartata, mentre la FISA evocò la possibilità di modificare il format delle qualifiche. Venne, infine, confermata la tenuta del Gran Premio del Sudafrica, pur in presenza di tensioni politiche locali sempre più forti. A Monza gli organizzatori del tracciato di Imola si incontrarono, comunque, con Bernie Ecclestone, proponendosi quali soluzione alternativa alla gara di Kyalami. Nel frattempo la federazione automobilistica svedese annunciò la sua volontà di negare la possibilità ai propri piloti di gareggiare in Sudafrica: ciò avrebbe messo in dubbio la presenza di Stefan Johansson, pilota della Ferrari. Anche il Gran Premio d'Australia, ultima gara della stagione, era in dubbio, per la forte opposizione di gruppi ecologisti.

### Aspetti tecnici
La scuderia Haas-Beatrice esordì nel campionato con la vettura THL1, costruita dalla casa inglese Lola, che rientrava in campionato dopo 10 anni, quando aveva fornito i telai alla Embassy Hill. La vettura era spinta da un motore turbo Hart, in attesa dell'arrivo del propulsore promesso dalla Ford Cosworth. La monoposto era stata disegnata da Neil Oatley, John Baldwin e Ross Brawn. Si distingueva per dei pontoni alti e stretti, prolungati verso l'anteriore, al fine di garantire una migliore deportanza.
Alla Brabham Gordon Murray copiò le minigonne in fibra di carbonio, che la Toleman aveva inserito sotto il musetto. La soluzione venne testata da Surer in prova, e portata in gara da Piquet. La RAM fornì a Philippe Alliot l'ultima versione del motore Hart, dotata del turbo Holset, più potente. Alla Lotus vennero soppressi i fianchi dell'estrattore esterno, al fine di limitare i problemi di pompaggio.  L'Alfa Romeo presentò delle vetture con dei pontoni abbassati, da cui derivò una nuova posizione per i radiatori. Le monoposto vennero dotate di nuove prese d'aria laterali.
La Ferrari, dopo i risultati negativi, almeno in qualifica, del gran premio precedente, decise di rivedere profondamente la sua vettura. Il progettista Harvey Postlethwaite fece ritoccare i punti di ancoraggio delle sospensioni: la carrozzeria era più ristretta, all'altezza delle ruote posteriori, cosa che portava anche a una modifica dell'estrattore e dell'ala posteriore. I radiatori venivano spostati in posizione quasi parallele al telaio, mentre il sottoscocca venne accorciato, per eliminare i problemi di pescaggio del carburante. Alboreto a Monza e Johansson a Brands Hatch testarono le vetture così modificate, nei giorni precedenti la gara, con buoni risultati cronometrici.

### Aspetti sportivi

Alan Jones al rientro nel campionato mondiale, al volante della Lola-Haas.

Il 1º settembre Stefan Bellof, pilota della Tyrrell, morì a seguito di un incidente accaduto nel corso di una gara endurance, la 1000km di Spa. Al volante di una Porsche 956, tentò un sorpasso sulla vettura guidata da Jacky Ickx, alla salita dell'Eau Rouge. La vettura sbandò verso destra, colpendo le barriere. La vettura prese fuoco, e i commissari impiegarono diversi minuti per estrarre il corpo del pilota tedesco, che morì poco dopo essere stato portato al centro di rianimazione. Era il secondo pilota di Formula 1 a morire in una gara di durata, nel giro di pochi giorni, dopo la scomparsa di Manfred Winkelhock, alla 1000Km di Toronto, il 14 agosto. La scuderia britannica decise di non sostituire, per la gara di Monza, Bellof, impiegando così una sola monoposto.
Nella stesso evento un altro grave incidente vide quale protagonista un altro pilota del campionato di Formula 1, l'inglese Jonathan Palmer, pilota della Zakspeed. Palmer, ferito nelle prove del venerdì, riportò la frattura della caviglia e una grave contusione alla regione occipitale (la leva del cambio era entrata nel casco), che mise addirittura in forse la sua capacità visiva. La Zakspeed cercò di sostituirlo con Christian Danner. Danner, però, non aveva ancora compiuto un chilometraggio sufficiente in prova, per poter essere schierato in un gran premio. La scuderia tedesca decise così di dare forfait alla gara di Monza.
Come già deciso dopo il Gran Premio d'Austria la Ligier sostituì Andrea De Cesaris (comunque impiegato nel Gran Premio d'Olanda in assenza di alternative), con Philippe Streiff. Il francese aveva disputato un solo gran premio, quello del Portogallo, nell'anno precedente, al volante della terza Renault.
De Cesaris aveva prospettato l'ipotesi di passare subito alla Brabham, ma non trovò però posto alla scuderia britannica. La BMW, motorista della Brabham, impose la conferma di Marc Surer. Bernie Ecclestone, patron della Brabham, tentò allora di mettere De Cesaris al posto di Piquet, che aveva appena annunciato il passaggio alla Williams, ma rinunciò all'idea.
Il team Haas riportò in Formula 1 il pilota australiano Alan Jones. Jones, che aveva vinto il campionato nel 1980, al volante di una Williams, mancava dal Gran Premio degli Stati Uniti d'America-Ovest 1983, corso con un'Arrows. Venne messa in dubbio, invece, la presenza della Osella, a causa del mancato saldo di alcune fatture con un fornitore, che fece anche sequestrare delle attrezzature. Un accordo in extremis permise alla scuderia piemontese di partecipare all'evento.
Per evitare comportamenti antisportivi da parte dei tifosi, durante il weekend, vennero trasmessi dei messaggi preregistrati da parte di Michele Alboreto e Elio De Angelis, dagli altoparlanti del circuito, al fine di invitare gli spettatori alla correttezza. De Angelis, tra l'altro, festeggiò il suo centesimo gran premio valido quale prova del campionato del mondo.
Alboreto e Prost, in lizza per il titolo, vennero ospitati, assieme al presidente della FISA, Jean-Marie Balestre, su una Autobianchi Y10, per un giro d'onore sulla pista, al sabato, prima delle qualifiche. Il gesto serviva a smorzare le tensioni che si erano verificate, con gli attacchi dei tifosi italiani, nei confronti del pilota francese.

## Qualifiche

### Resoconto

Nelson Piquet fu il più veloce delle qualifiche del venerdì. Il brasiliano colse anche il record del tracciato. Al sabato fu il suo connazionale Ayrton Senna a conquistare la pole position.

Nelson Piquet strappò il miglior tempo del venerdì, nei minuti finali della sessione, a Keke Rosberg. Il finlandese tentò di rientrare in pista,  per rispondere al brasiliano, ma senza avere il tempo sufficiente. Piquet ottenne il record della pista, girando a 243,700 km/h di media, toccando una punta di 334 km/h sul rettifilo. La Brabham utilizzò gomme usate due volte, rodate a macchina dalla Pirelli. Alle loro spalle chiusero Nigel Mansell, compagno di scuderia di Rosberg, e Ayrton Senna.
Pur non riuscendo a utilizzare in maniera ottimale gli pneumatici, Michele Alboreto colse il sesto tempo, proprio davanti al rivale per il titolo, Alain Prost. Tra l'altro sulle vetture italiane si verificarono di nuovo delle rotture dei motori.
Philippe Streiff uscì di pista, ad alta velocità, alla Seconda di Lesmo: la vettura risultò danneggiata, ma il pilota non ebbe conseguenze fisiche. Anche Patrick Tambay usciì nello stesso punto, e fu costretto a completare il weekend con il muletto.
Piquet, anche al sabato, fu il più veloce, prima di essere battuto da Rosberg. Verso il termine della sessione il finlandese vide, come venerdì, un pilota riuscire nell'impresa di battere il suo tempo. Questa volta toccò ad Ayrton Senna, che chiuse con 1'25"084, ovviamente nuovo record del tracciato, con la media di 245,405 km/h. Il brasiliano conquistò la sua quinta pole position della stagione. Rosberg si lamentò che, nel giro più veloce, avesse dei problemi alla frizione, oltre che perdere l'uso dei freni, una volta giunto alla Parabolica. La buona prestazione della Williams venne confermata dal terzo tempo di Mansell. Piquet, solo quarto, venne limitato da un problema alla sovralimentazione.
Alain Prost scalò in quinta posizione, negli ultimi minuti della sessione, mentre Alboreto scese in settima, pur riuscendo a migliorarsi, rispetto al venerdì. La Ferrari presentava del graining sugli pneumatici (tanto che Alboreto dovette chiudere le sue qualifiche anzitempo, per la mancanza di gomme), oltre che dei problemi di tenuta, soprattutto di sottosterzo. Le McLaren, invece, sembravano competitive, soprattutto in assetto gara, col carico di carburante.
Al termine delle prove Jacques Laffite mise in dubbio la regolarità del carburante usato sull'Arrows di Thierry Boutsen. Il francese disse che, seguendo per alcune centinaia di metri la vettura del belga, vide uscire dagli scarichi un liquido che, infilatosi sotto la sua visiera, gli aveva provocato lacrimazione. Laffite sospettò che potesse venir utilizzato qualche additivo. Le analisi effettuate dalla federazione non evidenziarono nessuna irregolarià.

### Risultati
I risultati delle qualifiche furono i seguenti:
| Pos | Nº | Pilota             | Costruttore            | Tempo    | Griglia |
| --- | -- | ------------------ | ---------------------- | -------- | ------- |
| 1   | 12 | Ayrton Senna       | Lotus-Renault          | 1'25"084 | 1       |
| 2   | 6  | Keke Rosberg       | Williams-Honda         | 1'25"230 | 2       |
| 3   | 5  | Nigel Mansell      | Williams-Honda         | 1'25"486 | 3       |
| 4   | 7  | Nelson Piquet      | Brabham-BMW            | 1'25"584 | 4       |
| 5   | 2  | Alain Prost        | McLaren-TAG Porsche    | 1'25"790 | 5       |
| 6   | 11 | Elio De Angelis    | Lotus-Renault          | 1'26"044 | 6       |
| 7   | 27 | Michele Alboreto   | Ferrari                | 1'26"468 | 7       |
| 8   | 15 | Patrick Tambay     | Renault                | 1'27"020 | 8       |
| 9   | 8  | Marc Surer         | Brabham-BMW            | 1'27"153 | 9       |
| 10  | 28 | Stefan Johansson   | Ferrari                | 1'27"473 | 10      |
| 11  | 17 | Gerhard Berger     | Arrows-BMW             | 1'27"723 | 11      |
| 12  | 16 | Derek Warwick      | Renault                | 1'28"112 | 12      |
| 13  | 22 | Riccardo Patrese   | Alfa Romeo             | 1'28"340 | 13      |
| 14  | 18 | Thierry Boutsen    | Arrows-BMW             | 1'28"369 | 14      |
| 15  | 19 | Teo Fabi           | Toleman-Hart           | 1'28"386 | 15      |
| 16  | 1  | Niki Lauda         | McLaren-TAG Porsche    | 1'28"472 | 16      |
| 17  | 23 | Eddie Cheever      | Alfa Romeo             | 1'28"629 | 17      |
| 18  | 3  | Martin Brundle     | Tyrrell-Renault        | 1'28"793 | 18      |
| 19  | 25 | Philippe Streiff   | Ligier-Renault         | 1'29"839 | 19      |
| 20  | 26 | Jacques Laffite    | Ligier-Renault         | 1'30"186 | 20      |
| 21  | 20 | Piercarlo Ghinzani | Toleman-Hart           | 1'30"271 | 21      |
| 22  | 24 | Huub Rothengatter  | Osella-Alfa Romeo      | 1'33"529 | 22      |
| 23  | 29 | Pierluigi Martini  | Minardi-Motori Moderni | 1'33"981 | 23      |
| 24  | 10 | Kenny Acheson      | RAM-Hart               | 1'34"919 | 24      |
| 25  | 33 | Alan Jones         | Lola-Hart              | 1'34"943 | 25      |
| 26  | 9  | Philippe Alliot    | RAM-Hart               | 1'36"221 | 26      |

## Gara

### Resoconto

Al via della gara Keke Rosberg s'impadronì della prima posizione, passando Senna. La gara del finlandese venne conclusa con un ritiro.

Ayrton Senna non poté resistere all'attacco di Keke Rosberg, alla prima chicane, pur cercando di difendersi, mettendo anche due ruote sulla ghiaia a bordo pista. Seguivano Nigel Mansell, Alain Prost e i due piloti di casa, Elio De Angelis e Michele Alboreto. La gara di Senna fu, almeno nei primi giri, deludente: già alla Curva Grande dovette cedere il passo a Mansell, mentre al terzo giro il brasiliano fu passato anche da Prost.
Nel giro successivo Mansell, in panne col motore, venne sfilato da tutto il plotone. Il britannico andò ai box, per far sostituire la centralina elettronica. Al quinto passaggio anche De Angelis ebbe la meglio su Senna. Due giri dopo Alboreto, che aveva scelto una mescola degli pneumatici troppo dura, venne sorpassato da Nelson Piquet.
Dopo dieci tornate Rosberg aveva un vantaggio di 8"8 su Prost, 17"6 su De Angelis, 18"8 su Senna e 21"8 su Piquet. Alle spalle del pilota della Brabham Alboreto dovette cedere la posizione al rimontante Niki Lauda. All'undicesimo giro passò ai box Piquet, per il cambio gomme. Rientrò in gara undicesimo.
Tra il quindicesimo e diciassettesimo giro Lauda passò le due Lotus. Prima fu il turno di Senna, poi di De Angelis, che cercò di resistere all'austriaco alla Parabolica, ma senza successo. La rincorsa del campione del mondo s'interruppe al ventiseiesimo giro: l'alettone anteriore si abbassò improvvisamente; ciò costrinse Lauda ai box, per la riparazione e per il cambio degli pneumatici. Il giro successivo anche Alboreto optò per il cambio gomme. Il milanese rientrò in gara ottavo.
Il cambio al comando del gran premio avvenne al ventottesimo giro, in occasione del pit stop di Rosberg. Il finlandese, dopo il cambio delle gomme, tornò in pista secondo, alle spalle del solo Prost. De Angelis, per un errore di indicazione del computer della sua monoposto, rallentò il ritmo, convinto di aver consumato troppo carburante: ciò permise il sorpasso ai suoi danni, da parte di Senna, che ora si trovava terzo.
Prost godeva di un margine di quasi 14 secondi su Rosberg, che però era il pilota più veloce in pista, tanto da recuperare quasi due secondi a giro. Alle loro spalle vi era Senna, staccato di oltre 45 secondi, davanti a De Angelis, Stefan Johansson e Marc Surer. Lo svizzero venne passato, al trentaduesimo giro, dal compagno di scuderia Piquet. Il brasiliano proseguì la sua avanzata passando anche Johansson, due giri dopo. Nello stesso giro ci fu anche il ritiro per Lauda.
Al trentasettesimo giro si fermò ai box Johansson. Il giro dopo Piquet passò anche De Angelis, che venne superato anche da Surer. Al quarantesimo passaggio si consumò il sorpasso di Rosberg ai danni di Prost, sul rettilineo d'arrivo. Poco dopo, dopo aver preso l'aspirazione alla Parabolica, Piquet superò Senna, per la terza posizione.

Alain Prost, dopo il ritiro di Rosberg, poté vincere il gran premio, senza grossi pericoli.

Rosberg ampliò fino a sette secondi il vantaggio su Prost, prima che, al quarantacinquesimo giro, il suo motore lo tradì (la causa fu il cedimento di una guarnizione della testata, che fece perdere il liquido di raffreddamento del motore), costringendolo a rientrare ai box per abbandonare la gara. Nel frattempo De Angelis aveva ceduto la posizione ad Alboreto.
Prost si ritrovò al comando, con oltre un minuto di margine su Piquet. Alle spalle di Piquet si trovava Senna, minacciato da Surer. Alboreto si ritirò, sempre per un guasto al motore, al quarantaseiesimo giro, mentre all'ultimo giro, l'altro ferrarista, Johansson, che era in zona punti, si fermò, per la mancanza di carburante.
Alain Prost si aggiudicò il suo ventunesimo gran premio. Completarono il podio i due brasiliani Piquet e Senna.

### Risultati
I risultati del gran premio furono i seguenti:
| Pos | Nº | Pilota             | Costruttore            | Giri | Tempo/Ritiro        | Griglia | Punti |
| --- | -- | ------------------ | ---------------------- | ---- | ------------------- | ------- | ----- |
| 1   | 2  | Alain Prost        | McLaren-TAG Porsche    | 51   | 1h17'59"451         | 5       | 9     |
| 2   | 7  | Nelson Piquet      | Brabham-BMW            | 51   | + 51"635            | 4       | 6     |
| 3   | 12 | Ayrton Senna       | Lotus-Renault          | 51   | + 1'00"390          | 1       | 4     |
| 4   | 8  | Marc Surer         | Brabham-BMW            | 51   | + 1'00"609          | 9       | 3     |
| 5   | 28 | Stefan Johansson   | Ferrari                | 50   | Mancanza di benzina | 10      | 2     |
| 6   | 11 | Elio De Angelis    | Lotus-Renault          | 50   | + 1 giro            | 6       | 1     |
| 7   | 15 | Patrick Tambay     | Renault                | 50   | + 1 giro            | 8       |       |
| 8   | 3  | Martin Brundle     | Tyrrell-Renault        | 50   | + 1 giro            | 18      |       |
| 9   | 18 | Thierry Boutsen    | Arrows-BMW             | 50   | + 1 giro            | 14      |       |
| 10  | 25 | Philippe Streiff   | Ligier-Renault         | 49   | + 2 giri            | 19      |       |
| 11  | 5  | Nigel Mansell      | Williams-Honda         | 47   | Motore              | 3       |       |
| 12  | 19 | Teo Fabi           | Toleman-Hart           | 47   | + 4 giri            | 15      |       |
| 13  | 27 | Michele Alboreto   | Ferrari                | 45   | Motore              | 7       |       |
| Rit | 6  | Keke Rosberg       | Williams-Honda         | 44   | Motore              | 2       |       |
| Rit | 26 | Jacques Laffite    | Ligier-Renault         | 40   | Motore              | 20      |       |
| Rit | 1  | Niki Lauda         | McLaren-TAG Porsche    | 33   | Trasmissione        | 16      |       |
| Rit | 22 | Riccardo Patrese   | Alfa Romeo             | 31   | Problemi scarici    | 13      |       |
| Rit | 24 | Huub Rothengatter  | Osella-Alfa Romeo      | 26   | Motore              | 22      |       |
| Rit | 9  | Philippe Alliot    | RAM-Hart               | 19   | Turbo               | 26      |       |
| Rit | 17 | Gerhard Berger     | Arrows-BMW             | 13   | Motore              | 11      |       |
| Rit | 16 | Derek Warwick      | Renault                | 9    | Trasmissione        | 12      |       |
| Rit | 33 | Alan Jones         | Lola-Hart              | 6    | Motore              | 25      |       |
| Rit | 23 | Eddie Cheever      | Alfa Romeo             | 3    | Motore              | 17      |       |
| Rit | 10 | Kenny Acheson      | RAM-Hart               | 2    | Acceleratore        | 24      |       |
| Rit | 29 | Pierluigi Martini  | Minardi-Motori Moderni | 0    | Pompa della benzina | 23      |       |
| Rit | 20 | Piercarlo Ghinzani | Toleman-Hart           | 0    |                     | 21      |       |

## Classifiche Mondiali

### Piloti
| Pos. | Pilota            | Punti |
| ---- | ----------------- | ----- |
| 1    | Alain Prost       | 65    |
| 2    | Michele Alboreto  | 53    |
| 3    | Elio De Angelis   | 31    |
| 4    | Ayrton Senna      | 23    |
| 5    | Stefan Johansson  | 21    |
| 6    | Nelson Piquet     | 19    |
| 7    | Keke Rosberg      | 18    |
| 8    | Niki Lauda        | 14    |
| 9    | Patrick Tambay    | 11    |
| 10   | Jacques Laffite   | 10    |
| 11   | Thierry Boutsen   | 9     |
| 12   | Nigel Mansell     | 7     |
| 13   | Marc Surer        | 5     |
| 14   | Stefan Bellof     | 4     |
| 15   | Derek Warwick     | 4     |
| 16   | René Arnoux       | 3     |
| 17   | Andrea De Cesaris | 3     |

### Costruttori
| Pos | Team                  | Punti |
| --- | --------------------- | ----- |
| 1   | McLaren-TAG Porsche   | 79    |
| 2   | Ferrari               | 77    |
| 3   | Lotus-Renault         | 54    |
| 4   | Williams-Honda        | 25    |
| 5   | Brabham-BMW           | 24    |
| 6   | Renault               | 15    |
| 7   | Ligier-Renault        | 13    |
| 8   | Arrows-BMW            | 9     |
| 9   | Tyrrell-Ford Cosworth | 4     |